# Zorleni
Zorleni est une commune roumaine située dans le județ de Vaslui.